# Liste des ambassadeurs du Royaume-Uni en Côte d'Ivoire
L'Ambassadeur du Royaume-Uni en Côte d'Ivoire est le principal représentant diplomatique du Royaume-Uni en Côte d'Ivoire et chef de la mission diplomatique du Royaume-Uni à Abidjan. L'ambassade britannique à Abidjan a fermé en 2005 en raison de la dégradation de la situation sécuritaire. Pendant cette période, la mission diplomatique en Côte d'Ivoire a été temporairement gérée depuis l'ambassade voisine au Ghana. L'ambassade d'Abidjan a finalement rouvert en mai 2012.

## Liste des chefs de mission

### Ambassadeur extraordinaire et plénipotentiaire
- 1960 - 1964 : Thomas Ravensdale (également au Bénin, au Niger et en Burkina Faso) [2]
- 1964 - 1967 : Thomas Shaw (également au Niger et en Burkina Faso, et au Bénin de 1964 à 1965) [3]
- 1967 - 1970 : Dudley Cheke (également au Niger et en Burkina Faso) [4]
- 1970 - 1972 : Peter Murray (également au Niger et en Burkina Faso) [5]
- 1972 - 1975 : Paul Holmer (également au Niger et en Burkina Faso) [6]
- 1975 - 1978 : Joe Wright (également au Niger et en Burkina Faso) [7]
- 1978 - 1983 : Michael Daly (également au Niger et en Burkina Faso) [8]
- 1983 - 1987 : John Willson (également au Burkina et au Niger) [9]
- 1987 - 1990 : Veronica Sutherland
- 1990 - 1997 : Margaret Rothwell (également au Niger, au Burkina et au Libéria) [10]
- 1997 - 2001 : Haydon Warren-Gash (également au Niger, au Burkina Faso et au Libéria) [11]
- 2001 - 2004 : François Gordon [11]
- 2004 - 2006 : David Coates [12]
- 2006 - 2007 : Gordon Wetherell (non-résident)
- 2007 - 2011 : Nicholas James Westcott (non-résident) [13]
- 2012 - 2014 : Simon Tonge
- 2014 - 2016 : Mark Bensberg
- 2016 - 2020 : Joséphine Gauld [14],[15]
- Depuis 2020 : Catherine Brooker [16]